# アウトバーン 48
アウトバーン 48（ドイツ語: Bundesautobahn 48, BAB 48 または A 48）はドイツの高速道路、アウトバーンの一路線である。ラインラント＝プファルツ州北部を横断する。
西のダウンから東のモンタバウアーまで78 kmの路線を持つ地方道路である。